# Bol'sheboldinsky (huyện)
Huyện Bol'sheboldinsky (tiếng Nga: ? райо́н) là một huyện hành chính tự quản (raion), của Tỉnh Nizhny Novgorod, Nga. Huyện có diện tích 967 km². Trung tâm của huyện đóng ở Bol'shoye Bodino.